# Денисовське сільське поселення (Слободський район)
Дени́совське сільське поселення (рос. Денисовское сельское поселение) — адміністративна одиниця у складі Слободського району Кіровської області Росії. Адміністративний центр поселення — присілок Денисови.

## Історія
Станом на 2002 рік на території сучасного поселення існували такі адміністративні одиниці:
- Денисовський сільський округ (присілки Біляєвська, Верхні Кропачі, Денисови, Долматови, Єрусалими, Карпови, Ключі, Нові Мінчаки, Огорельцеви, Скокови, Сорвіно, Степкіни, Стіклофіліни)
- частина Сов'їнського сільського округу (село Сов'є, присілки Башарово, Велике Бузаново, Єфімови, Забігаєво, Лопаткіни, Петрови, Слободка)

Поселення було утворене згідно із законом Кіровської області від 7 грудня 2004 року № 284-ЗО у рамках муніципальної реформи шляхом об'єднання Денисовського та Сов'їнського сільських округів.
Станом на 2002 рік присілок присілок Замідянці перебував у складі Сов'їнського сільського округу, а вже станом на 2004 рік присілок перебував у складі Бобінського сільського округу.

## Населення
Населення поселення становить 1596 осіб (2017; 1591 у 2016, 1606 у 2015, 1604 у 2014, 1587 у 2013, 1581 у 2012, 1566 у 2010, 1664 у 2002).

## Склад
До складу поселення входять 21 населений пункт:
| Населений пункт           | Населення, осіб (2002) | Населення, осіб (2010) |
| ------------------------- | ---------------------- | ---------------------- |
| Башарово, присілок        | 2                      | 0                      |
| Біляєвська, присілок      | 11                     | 17                     |
| Велике Бузаново, присілок | 2                      | 0                      |
| Верхні Кропачі, присілок  | 93                     | 140                    |
| Денисови, присілок        | 596                    | 598                    |
| Долматови, присілок       | 0                      | 0                      |
| Єрусалими, присілок       | 3                      | 8                      |
| Єфімови, присілок         | 0                      | 0                      |
| Забігаєво, присілок       | 0                      | 0                      |
| Карпови, присілок         | 17                     | 29                     |
| Ключі, присілок           | 1                      | 1                      |
| Лопаткіни, присілок       | 0                      | 2                      |
| Нові Мінчаки, присілок    | 2                      | 1                      |
| Огорельцеви, присілок     | 0                      | 0                      |
| Петрови, присілок         | 0                      | 0                      |
| Скокови, присілок         | 10                     | 35                     |
| Слободка, присілок        | 3                      | 7                      |
| Сов'є, село               | 616                    | 470                    |
| Сорвіно, присілок         | 3                      | 3                      |
| Стеклофіліни, присілок    | 304                    | 253                    |
| Степкіни, присілок        | 1                      | 2                      |